# Valentino Mapapalangi
Pas d'image ? Cliquez ici

a Compétitions nationales et continentales officielles uniquement.

b Matchs officiels uniquement.
Dernière mise à jour le 3 mars 2025.
Valentino Mapapalangi, né le 18 juillet 1993 à Auckland (Nouvelle-Zélande), est un joueur de rugby à XV international tongien évoluant principalement au poste de troisième ligne centre.

## Carrière

### En club
Né à Auckland, Valentino Mapapalangi suit sa formation avec l'académie de la province locale avant de tenter sa chance à Waikato en 2013. Il joue alors deux saisons avec le club de Te Awamutu dans le championnat amateur de la région, mais ne parvient pas obtenir un contrat professionnel,.
Il commence finalement sa carrière professionnelle en 2015 lorsque, repéré grâce à ses bonnes performances en club, il rejoint la province de Manawatu évoluant en NPC. Considéré lors de sa première saison comme un deuxième ligne, il revient à son poste de formation de troisième ligne centre lors de sa seconde saison,. Il joue deux saisons avec cette province, disputant un total de seize matchs. En 2016, il fait partie du groupe élargi d'entrainement de la franchise des Hurricanes en Super Rugby.
En 2017, il rejoint le club anglais des Leicester Tigers en Premiership, où il rejoint ses compatriotes Telusa Veainu et Sione Kalamafoni,.
Après deux saisons en Angleterre, il est laissé libre par Leicester et rejoint le Rouen Normandie rugby tout juste promu en Pro D2 pour un contrat de deux saisons,. Après une première saison moyenne avec son nouveau club, il s'impose comme un élément important de l'effectif rouennais lors de sa deuxième saison. Il est alors convoité par le SU Agen, mais décide finalement de prolonger son contrat à Rouen pour deux saisons supplémentaires,. En février 2023, il prolonge à nouveau son contrat pour deux saisons supplémentaires, portant son engagement jusqu'en 2025.
Après la relégation du club normand en Nationale à la fin de la saison 2023-2024, il quitte le club, et retourne jouer en Angleterre, s'engageant avec Ampthill en Championship (deuxième division).

### En équipe nationale
Valentino Mapapalangi est sélectionné pour la première fois avec l'équipe des Tonga en novembre 2016. Il joue son premier match international le 12 novembre 2016 contre l'équipe d'Espagne à Madrid,.

## Palmarès
Néant

## Statistiques en équipe nationale
- 9 sélections avec les Tonga depuis 2016.
- 0 point.